# Прихожан, Михаил Александрович
Михаил Александрович Прихожан (1910—1976) — советский крупный специалист строительства и государственный деятель.

## Биография
Родился в 1910 году в Намангане Ферганской области Российской империи.
В 1936 году окончил Московский инженерно-строительный институт (ныне Московский государственный строительный университет). По окончании вуза работал на строительстве Московского автозавода, где прошел путь от прораба до начальника строительной конторы. С 1940 года работал в Туле управляющим строительного треста № 1.
В 1941—1954 годах М. А. Прихожан работал в системе Наркомстроя СССР (позже — Минтяжстрой СССР):
- в годы Великой Отечественной войны, с 1941 по 1945 год, работал начальником особой строительно-монтажной части № 8 (ОСМЧ-8) в Челябинске[2], которая вела строительство ряда важных оборонных объектов в Челябинске и строительство Уральского автозавода в Миассе;
- в 1945—1947 годах был управляющим трестами Днепропетровекпромстрой и Южавтострой в Днепропетровске Украинской ССР;
- в 1947—1951 годах — начальник Главцентростроя Минтяжстроя СССР;
- в 1951—1954 годах — управляющий трестом Москкоксострой, участвовал в строительстве Московского коксогазового завода.

В 1954—1960 годах Михаил Прихожан работал в системе Главмосстроя (начальник территориального управления, затем начальник треста) и руководил возведением высотных зданий. В 1960—1967 в Госстрое СССР работал главным специалистом, позже — начальником отдела, затем исполнял обязанности начальника управления. В 1967—1970 годах являлся членом коллегии, начальником производств и управления Министерства строительства СССР. С 1970 года до конца жизни возглавлял бюро внедрения Центрального НИИ организации и механизации технической помощи строительству Госстроя СССР.
Умер в 1976 году в Москве. Был женат на Полине Яковлевне Подгорецкой, в семье было трое детей: два сына — Владимир и Леонид, а также дочь Анна, ставшая советским учёным-психологом.
Заслуженный строитель СССР. Был награждён орденами Ленина и Трудового Красного Знамени (трижды), а также медалями.